# Masahiro (Unternehmen)

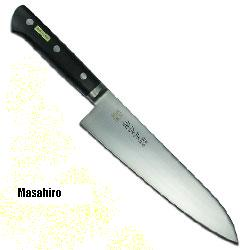
Masahiro

K.K. Masahiro (jap. 株式会社マサヒロ, Kabushiki kaisha Masahiro) ist ein japanischer Hersteller von Küchenmessern (Hōchō).
Bekannt ist das Unternehmen für seine Messerreihe gleichen Namens, die aus einer Vanadium-Molybdän-Legierung gefertigt werden. Diese ergibt ein sehr stark belastbares und hartes Messer. Die extreme Belastbarkeit und die fehlende Anlassversprödung ist auf das Molybdän zurückzuführen.
Das Unternehmen produziert jedoch auch verschiedenste andere hochwertige japanische Messer, wie z. B. aus Carbon oder aus Keramik.

## Geschichte
Das Unternehmen wurde im April 1932 gegründet. Im Oktober 1948 folgte die Registrierung als Masahiro Tankō K.K. (正広鍛工株式会社, „Masahiro-Metallbearbeitung“). 1958 begann, gemeinsam mit dem Ingenieur Nishikiori/Nishigori (錦織) und der Daidō Tokushukō K.K. (大同特殊鋼株式会社, „Daidō-Spezialstahl“), die Entwicklung rostfreier Küchenmesser. 1962 folgte die Einführung der High-Carbon-Küchenmesserreihe MSC. 1972 wurde das assoziierte Unternehmen Masahiro Hamono K.K. (正広刃物株式会社, „Masahiro-Messerwaren“) gegründet. 1952 wurde das Unternehmen auf den heutigen Namen umfirmiert.